# Martin Gumpert
Martin Gumpert (* 13. November 1897 in Berlin; † 18. April 1955 in New York) war ein deutsch-US-amerikanischer Mediziner und Schriftsteller.

## Leben
Martin Gumpert stammte aus einer großbürgerlich-liberalen jüdischen Familie; bereits sein Vater war Arzt. Schon während seiner Schulzeit verfasste der junge Gumpert expressionistische Gedichte, die in Zeitschriften wie Die Aktion und Die Weißen Blätter veröffentlicht wurden. Nachdem er während des Ersten Weltkriegs als Sanitätssoldat in der Türkei stationiert gewesen war, begann er 1918 mit dem Studium der Medizin an der Universität Berlin. In der ersten Phase seines Studiums engagierte er sich in der Freien Studentenschaft, dem linken Flügel der Jugendbewegung, einer sozialistischen Studentengruppe. Als 21-Jähriger wurde er Mitglied des Rates der geistigen Arbeiter von Großberlin und Nie wieder Krieg-Pazifist. 1919 setzte er das Studium in Heidelberg fort; von 1920 bis zu seinem Staatsexamen 1921 war er wieder in Berlin. Dort spezialisierte er sich auf die Dermatologie und betrieb gleichzeitig medizinhistorische Studien, die in seiner Dissertation von 1923, Der Streit um den Ursprung der Syphilis, Niederschlag fanden. Im selben Jahr heiratete er Charlotte Blaschko, die Tochter des kollegialen Arzt-Freunds und führenden sozialdemokratischen Sozialhygienikers Alfred Blaschko. Unter dessen Einfluss ernüchterte der anfängliche revolutionäre Enthusiasmus zu sozialpolitischem Engagement für konkrete Projekte und Menschen-Gruppen.

„Für mich war die Medizin von Anfang an eine soziale Wissenschaft, eine Wissenschaft von der Gesellschaft.“

In den folgenden Jahren war Gumpert als Assistenzarzt am Berliner Rudolf-Virchow-Krankenhaus tätig. Ab 1927 war er niedergelassener Facharzt, ab 1928 leitete er zudem das städtische Ambulatorium für Geschlechtskrankheiten. Seine auf soziale Rehabilitation seiner Patienten ausgerichtete Einstellung veranlasste ihn, sich von französischen Fachkollegen neuartige Operationspraktiken anzueignen und das erste Beratungs- und Behandlungszentrum dieser Art in Deutschland einzuführen. Er war in der deutschen Hauptstadt Berlin der Pionier der heilenden Behandlung von Entstellungen. Er setzte sich bei staatlichen Institutionen dafür ein, seinen oft mittellosen Patienten Hilfsleistungen zukommen zu lassen und behandelte sie selbst in solchen Fällen unentgeltlich.
Neben zahlreichen Veröffentlichungen zu seinem Fachgebiet verfasste Gumpert weiterhin Literatur. 1933 wurde er unmittelbar nach der Machtergreifung gezwungen, seine Ämter niederzulegen. Er zog sich ins Privatleben zurück und arbeitete wieder verstärkt an literarischen Werken, Biografien berühmter Forscher und Ärzte. Nachdem er allerdings 1935 durch die NS-Rechtspraxis als Jude sogar aus dem "Reichsverband deutscher Schriftsteller" RDS zwangsweise ausgeschlossen worden war, sah er für sich keine Zukunft mehr in Deutschland und wählte 1936 die Emigration.

Gumpert siedelte in die Vereinigten Staaten über. Er eröffnete im Herbst 1936 eine dermatologische Praxis in New York. Er kam oft zusammen mit einer Gruppe exilierter deutscher Schriftsteller, die sich im Bedford-Hotel in der 40th Street trafen. Darunter waren die Geschwister Klaus und Erika Mann, mit denen ihn bald eine enge Freundschaft verband. Erika Mann wurde später Gumperts zeitweilige Geliebte. Klaus Mann gibt in seinem autobiografischen Buch Der Wendepunkt ein Porträt Gumperts: Unser Freund Martin Gumpert, Arzt, Dichter, Biograph, Erzähler; ein sehr ruhiger Mann mit runder Buddha-Miene, kleinem Mund und dunklen, starken Augen. Im Blick verrät sich eine Leidenschaft, von der die stoische Fassade sonst nichts merken ließ. Eben deshalb wirkt die Ruhe so suggestiv: sie ist beherrschtes Temperament, diszipliniertes Feuer, nicht Apathie oder Kälte. Die historische Epochenschilderung Dunant – Der Roman des Roten Kreuzes, der 1938 zugleich in deutscher wie in englischer Sprache veröffentlicht wurde, hatte sehr viel Erfolg und wurde in fünf weitere Sprachen übersetzt. Thomas Mann schrieb dazu in seinem im Vorwort der englischen Ausgabe abgedruckten Brief an Martin Gumpert: 

„Sie haben viel mehr gegeben als das Bild eines sehr wunderlichen und rührenden Menschenlebens. Wie von ungefähr ist Ihnen daraus das Gemälde eines ganzen Jahrhunderts mit seinen Schwächen und in seiner Größe geworden, seine kurzgefasste, aber zu vollkommener charakteristischer Anschaulichkeit gebrachte, figurenreiche Geschichte. Ihre literarische Leistung ist außerordentlich, und man darf sie eine dichterische Leistung nennen.“

In den folgenden Jahren veröffentlichte er – teils in deutscher, teils in englischer Sprache – eine Reihe von erzählerischen, autobiografischen Werken, in denen er die Erfahrungen seines Exils verarbeitete. Der Lyrikband Die letzte Zeit (1949) spiegelt seine erste Nachkriegseuropareise. Die Berichte aus der Fremde, eine 1948 in Konstanz publizierte Sammlung von zuvor in Exilzeitschriften gedruckten reimlosen Gedichten, zeigt die Arbeit an der Entwurzelung und Selbstintegration im Exil. Diese lyrischen Bestandsaufnahmen der eigenen Existenz sind im Gestus nach außen ganz unsentimental, darin ähnlich den gleichzeitig entstandenen Versen Bertolt Brechts.
Gumpert lieferte den Gepflogenheiten seiner neuen Wahlheimat gemäß regelmäßig wissenschaftsjournalistische medizinische Beiträge für US-amerikanische Zeitschriften. Daneben begann er sich für das damals neue Gebiet der Alterskrankheiten zu interessieren, zu dem er ebenfalls vielfältig publizierte. Er gilt als einer der Gründerväter dieses neuen medizinischen Fachgebiets. Gumperts psychologischer Ansatz basierte auf der Überzeugung, dass eine positive geistige Haltung zum Phänomen des Todes ein wesentlicher Bestandteil zur möglichen Verlängerung der Lebensdauer sei. Über Jahre gab er die Fachzeitschrift Lifetime living heraus und publizierte der großen Nachfrage entsprechend mehrere auch für medizinische Laien lesbare wissenschaftliche Bücher zu diesem Sachgebiet. Er arbeitete als medizinischer Gutachter für das weltweit bekannte Nachrichtenmagazin TIME und lehrte als Professor am New York Medical College. Ab 1952 war Gumpert, der seit 1942 US-amerikanischer Staatsbürger war und nur noch für kurze Besuche nach Europa zurückkehrte, Leiter der Geriatrischen Klinik des Jewish Memorial Hospital in New York City.

## Werke
- Verkettung – Gedichte. K. Wolff, Leipzig 1917
- Heimkehr des Herzens, Potsdam 1921
- Der Streit um den Ursprung der Syphilis, Berlin 1923
- Die gesamte Kosmetik (Entstellungsbekämpfung). Ein Grundriss für  Ärzte und Studierende. Thieme, Leipzig 1931
- Hahnemann. Die abenteuerlichen Schicksale eines ärztlichen Rebellen und seiner Lehre, der Homöopathie. Samuel Fischer, Berlin 1934
- Das Leben für die Idee. Neun Forscherschicksale, Berlin 1935. Nach Gumperts Emigration als Trail-blazers of science: Life stories of some half-forgotten pioneers of modern research. Translated from the German by Edwin L. Shuman bei Funk & Wagnalls, New York 1936
- Dunant. Der Roman des Roten Kreuzes, Bermann-Fischer-Verlag, Stockholm 1938. Gleichzeitig auf Englisch bei der Oxford University Press, New York 1936. In niederländischer Übersetzung (durch Bas van Deilen), De Nederlandsche Uitgeverij, Baarn 1936
- Hölle im Paradies, Selbstdarstellung eines Arztes, Stockholm 1939
- Heil Hunger! Health under Hitler, New York 1940
- First papers, New York 1941
- You are younger than you think, 244 S. New York 1944
- Berichte aus der Fremde, Konstanz 1948
- Der Geburtstag, Amsterdam 1948
- Die letzte Zeit, Lyrik 1949
- The anatomy of happiness, New York [u. a.] 1951
- You and your doctor, New York 1952

Herausgeberschaft:
- Geschlechtskrankheiten bei Kindern, Berlin 1926 (zusammen mit Abraham Buschke)

## Rezeptionsgeschichte
Als aus der deutschen Jugendbewegung stammender expressionistischer Lyriker war Gumpert zwar sehr produktiv, aber reichte nach Einschätzung der publizierten Literaturkritik nicht an den gleichermaßen als Dermatologe und Schriftsteller tätigen Gottfried Benn in puncto Originalität heran. Im Grunde war er im jugendlichen Alter vom Wandervogel inspiriert. Das Erlebnis als Kriegsteilnehmer und Sanitätssoldat in türkischen Lazaretten des Ersten Weltkriegs verarbeitete er gefühlsmäßig in expressiven Gedichtzeilen wie Zersprengte Jugend! / Uns die Zeit / Zerbiß die Stirn / Es schreit, schreit, / Kann nicht ruhn, / Lauert bereit / Ohne zu tun. Kurt Wolff nahm den Band in seine Der jüngste Tag-Reihe auf. Auch der Schmerz über den frühen Tod seiner durch den Krieg zurückgelassenen Geliebten, die er bei seiner Rückkehr verheiratet und bald darauf tödlich erkrankt vorfand, ließen ihn nicht zuletzt durch einen zweiten eigenen Lyrikband gereift daraus hervorgehen. Der Kiepenheuer Verlag fand Heimkehr des Herzens ebenso würdig und der Zeit Ausdruck gebend wie Alfred Wolfensteins Jahrbuch für neue Dichtung und Wertung.
Auch in späteren Veröffentlichungen brachte er auf diese selbsttherapeutische Weise für den Leser eindrucksvoll, aber ohne expressionistischen Überschwang seine Erlebnisse als Arzt, Exilant und Zeitzeuge der Naziherrschaft und Kriegs(folge)zeit mit seinem Innenleben in Einklang. Die Nachkriegsbedingungen in Deutschland hatte er auf zwei Reisen in jener Zeit mit seinen Jugenderinnerungen aus Brandenburg vergleichen können. Seine damals in deutscher Sprache erscheinenden Prosawerke gingen am deutschen Publikum der 1950er und 60er Jahre weitgehend unbemerkt vorbei. Darin ging es ihm wie den meisten verbrannten Dichtern der deutschen Exilliteratur. Auch aus den öffentlichen Bibliotheken war er nahezu per Nazidekret ausgemerzt, verschwunden als habe es ihn nie gegeben.
Seine unbestreitbaren literarischen Qualitäten als Erzähler (z. B. Der Geburtstag) und Beschreiber gesamter Epochen (z. B. Hahnemann) wurden erst in den 1970er Jahren wiederentdeckt. Es folgten in den 1980ern einige Neuausgaben. Beträchtlichen Anteil daran hatte das bei der Berliner Akademie der Künste angesiedelte Martin-Gumpert-Archiv, das seinen gesamten literarischen Nachlass erhielt und forschend erschloss.
Der autobiografische Roman Hölle im Paradies, der wie im Vorwort von Professor Frithjof Trapp ausgewiesen, mehr eine Epochenbeschreibung ist als nur die üblichen subjektiven Eindrücke und Anekdoten eines Schriftstellerlebens, gibt ein tiefenscharf ausgeleuchtetes, trotz nüchtern sachlichem Tonfall aber doch sprachlich ausdrucksstarkes Porträt der damaligen Zeitläufte. Der um das Erreichen (s)eines fünfzigsten Geburtstags handelnde Roman Der Geburtstag ist eine eindrucksvolle Schilderung der Selbstreflexion und Zwischenbilanz in diesem Alter und zugleich eine sehr lebendige Wiedergabe des New Yorks von damals (späte 1940er).
Gumperts Gedicht "Euch ist die Macht geraubt" wurde neben Texten von Autoren wie Erich Fried und Nelly Sachs für den Konzert-Zyklus aus 17 Musikstücken für 2 Blockflöten, Chitarrone, Viola da Gamba und Cembalo und 16 Texten über das Exil "Von der schwarzen Erde dieser Welt" (1992) von dem Komponisten Friedemann Schmidt-Mechau verwendet.